# Корній Лідія Пилипівна
Лідія Пилипівна Корній (нар. 5 вересня 1942, м. Львів) — український музикознавець, історик української музичної культури, музичний джерелознавець, доктор мистецтвознавства (1993), проф. кафедри історії української музики (1994), професор кафедри історії та теорії культури (2006) Київської консерваторії (нині Національна музична академія України ім. П. І. Чайковського), член Національної спілки композиторів України. Дружина академіка НАН України Півторака Григорія Петровича. Авторка численних праць з різних періодів історії української музичної культури, її зв’язків з болгарською, польською, білоруською, російською культурами.

## Біографія
Народилася у м. Львові. Навчалася у Львівській середній спеціальній музичній школі ім. С. Крушельницької з 1949 до 1961 р. на фортепіанному та музично-теоретичному факультетах. З 1961 до 1966 р. навчалася у Львівській державній консерваторії ім. М. Лисенка (тепер Львівська національна музична академія ім. М. В. Лисенка) на історико-теоретичному та (факультативно) на фортепіанному факультетах. Крім того, займалася композицією. Дипломну роботу писала під керівництвом видатного композитора, професора С. Людкевича на тему «Кантата С. Людкевича „Наймит“». Протягом останнього року навчання в консерваторії розшифрувала Краківську лютневу табулятуру XVI ст. та здійснила її транскрипцію (вона зберігається в бібліотеці Львівського університету, через що її іноді називають Львівською).
Після закінчення консерваторії розпочала педагогічну діяльність.

## Педагогічна діяльність
Викладала в Луцькому муз. училищі (1966–1967), у музичних школах при Львівському музично-хоровому товаристві (1967―1969), Львівській середній спеціальній музичній школі ім. М. Крушельницької (1969–1972). У 1972 р. переїхала до Києва, де навчалася в аспірантурі Київської консерваторії (нині НМАУ) (1972–1975 рр., наук. кер. О. Шреєр-Ткаченко). Тема кандидатської дисертації «Болгарський розспів у співочій практиці України XVI―XVII ст. (до питання українсько-болгарських музичних зв’язків)». З 1975 р. почалася викладацька діяльність у Київській консерваторії — спочатку на кафедрі історії музики, згодом на кафедрі історії української музики на посадах доцента, професора (з 1994 р.). Працюючи на кафедрі історії української музики, розробила і читала авторський курс «Історія української музики», у якому вперше історія української музики розглядається за стилями епох і в соціально-історичному та загальнокультурному контекстах, а також авторський курс «Музично-історичне джерелознавство». У 1993 р. захистила докторську дисертацію на тему: «Українська шкільна драма і духовна музика XVII ― першої половини XVIII ст.». Протягом 2004–2006 рр. працювала провід. наук. співробітником Відділу музикознавства Інституту мистецтвознавства, фольклористики та етнології ім. М. Т. Рильського НАН України. З 2006 й до цього часу працює на посаді професора кафедри історії та теорії культури Національної музчної академії України ім. П. І. Чайковського. На цій кафедрі розробила і викладає курс «Історія української музичної культури (від давнини і до сучасності)».

## Наукові інтереси
Наукові інтереси Лідії Корній охоплюють різні галузі музикознавства: музичне джерелознавство, текстологію, медієвістику, історію української музичної культури та стильові процеси, що в ній проявляються (середньовіччя, бароко, класицизм, романтизм), зв’язки української музичної культури 16–18 ст. з іншими слов’янськими (болгарською, польською, російською, білоруською). Учасниця Міжнародних з’їздів славістів (Македонія, 2008 р. Білорусь, 2013 р.), Міжнародних конгресів україністів (Київ, Одеса, Харків, Донецьк) та декількох Міжнародних конгресів білорусистів (Мінськ), а також різних міжнародних конференцій. Член спеціалізованої вченої ради для захисту докторських дисертацій у НМАУ ім. П. І. Чайковського та Інституті мистецтвознавства фольклористики та етнології НАН України ім. М. Т. Рильського.

## Наукові праці
Монографії
1. Історія української музики від найдавніших часів до початку ХХ ст. (програма-конспект і методичні матеріали для музичних вузів України). ― К: РМК, 1993. ― 60 с.
2. Українська шкільна драма і духовна музика XVII ― першої половини XVIII ст.. ― К: Інститут археографії НАН України, 1993. ― 185 с.
3. Болгарський наспів з рукописних нотолінійних Ірмолоїв України» (у співавторстві з Л.А. Дубровіною). ― К: Інститут рукопису НБУ ім. В.І. Вернадського, І998. ― 320 с.
4. Музичний архів М.Д. Леонтовича. Каталог (у співавторстві з Е. Клименко). ― К: Інститут рукопису НБУ. ім. В.І. Вернадського, 1999. ― 113 с.
5. Історія української музики. Ч. І. Підручник. Київ–Харків–Нью-Йорк: Вид-во М.П. Коць, 1996. ― 314 с.
6. Історія української музики. Ч. 2. Підручник. Київ–Харків–Нью-Йорк: Вид-во М.П. Коць, 1998. ― 387 с.
7. Історія української музики. Ч. 3. Підручник. Київ–Нью-Йорк, 2001. ― 478 с.
8. Історія української музичної культури (у співавторстві з Б. Сютою). Підручник. ― К.: НМАУ ім.П. Чайковського. 2011 ― 715 с.
9. Українська музична культура: Погляд крізь віки (у співавторстві з Б. Сютою). ― К.: Муз.Україна, 2014 ― 590 с.

Інші видання
1. Музична культура в Україні // Історія української культури. У 5 томах. Т. З. ― К:., 2003. ― С. 980–1006.
2. Андрій Ольховський. Нарис історії української музики. ― К.: Музична Україна, 2003 (перевидання 1941 р.). Підготовка до друку, наукова редакція, вступна стаття, коментарі Л. П. Корній. С. 29–46, 445–484.

Статті
1. Болгарский распев на Украине в конце XVI–XVII вв. /Бьлгарско музикознание. Год. 6, 1982. Кн.1. София ― С. 129–141.
2. Болгарский напев в манявских рукописях // Единение народов ― единение культур (украинско-болгарские культурные связи). ― К., 1987 ― С. 37–60.
3. «Жіноча» лірика в романсах М. Лисенка на тексти Т. Шевченка // Українське музикознавство, вип. 27. ― К., 1992. С. 156–164.
4. До питання про синтез мистецтв в українському барокко ( Роль музики в шкільній драмі) // Українське бароко. ― К., 1993. ― С. 251–259.
5. Київські латиномовні курси поетики XVII ― першої половини XVIII ст. про музику в драмі. // Український музичний архів. Вип. І. ― К., 1995. ― С. 20–27.
6. Українсько-болгарські музичні зв’язки XVI–XVII ст. у галузі церковної монодії // Науковий вісник Національної муз. академії України ім. П. І. Чайковського. Вип. 15. ― К., 2001. ― С. 52–57.
7. Український компонент у російській музичній культурі другої половини XVII–XVIII ст. // Науковий вісник Національної муз. академії України ім. П. І. Чайковського. Вип. 17. ― К., 2001. ― С. 179–183.
8. Артем Ведель у контексті української культури другої половини XVIII ст. // Науковий вісник Національної муз. академії України ім. П. І. Чайковського. Вип. 11. ― К.,2001. ― С. 89–93.
9. М. Лисенко в контексті європейського Романтизму (Західна і Центральна Європа) // Українське музикознавство. Вип. 32. ― К.,2002 ― С. 16–27.
10. Проблема джерелознавства української музичної культури (безлінійні нотовані рукописи сакральної монодії ХІ–XVI ст.) // Студії мистецтвознавчі, 2005, ч. 2. ― С. 7–14.
11. Православна монодія української та білоруської монастирських традицій XVII ст. (На матеріалі нотолінійних ірмолоїв з Жировицького та Межигірського монастирів) / /Дыяспара. Культуралогія. Гісторыя. № 28. ― Мінск, 2006. ― С. 108–113.
12. Ukraińsko-polskie kontakty muzyczne w XVI–XVII wieku // Studia polsko- ukraińskie. ― Przemyśl, 2006. ― S. 33–38.
13. До проблеми музично-текстологічного вивчення нотолінійних Ірмолоїв української традиції XVII–XVIII ст. // Науковий вісник Національної муз. академії ім. П. І. Чайковського. Вип. 41. — К., 2006. — С. 87–93.
14. Проблема національної ідентичності української музичної культури (на прикладі духовної музики) // Часопис Національної муз. академії України ім. П. І. Чайковського. Науковий журнал ― 2008. ― №1 — С. 97–103.
15. Проблема стильового нашарування в українській музиці кінця XVI―XVII ст. // Часопис Національної муз. академії України ім. П.І. Чайковського. Науковий журнал. ― 2009. ― №1 (2). — С. 40–45.
16. Нотна спадщина М. Леонтовича в Національній бібліотеці України ім. В. Вернадського (до проблеми текстологічного дослідження) // Записки Наукового товариства ім. Т. Шевченка. Музикознавчі праці. ― Львів, 2009. ― С. 484–488.
17. Українська шкільна драма XVII ― першої половини XVIII ст. як предтеча національного музично-драматичного театру // Науковий вісник Національної муз. академії ім. П. І. Чайковського. Вип. 89. ― К., 2010. ― С. 446–460.
18. Освітні заклади нового типу й українська музична культура епохи Бароко. ― Часопис Національної муз. академії ім. П. І. Чайковського. Науковий журнал. ― 2012, № 1 (14). ― С. 56–70;
19. М. Лисенко як творець української національної моделі романтичного стилю. ― Часопис Національної муз. академії України ім. П. І. Чайковського. Науковий журнал. ― 2012, № 2 (15). ― С.11–18.
20. Лютнева музика епохи Ренесансу та її роль у розвитку музичного мистецтва Польщі, України і Білорусі XVI–XVII століть // Часопис Національної муз. академії України ім. П. І. Чайковського. Науковий журнал. — К., 2012. — № 4 (17). — С. 55–61,

та ін.